# Paul Desmarais
Paul D. Desmarais CC OQ (* 4. Januar 1927 in Sudbury, Ontario; † 9. Oktober 2013 in Québec) war ein kanadischer Unternehmer.

## Leben
Desmarais studierte an der University of Ottawa und an der McGill University. Desmarais leitete das kanadische Unternehmen Power Corporation of Canada (PCC). Gemeinsam mit dem  Belgier Albert Frère gründete er das Unternehmen Pargesa Holding.
Nach Angaben des US-amerikanischen Forbes Magazine gehörte Desmarais zu den reichsten Kanadiern und war in The World’s Billionaires gelistet. Desmarais war verheiratet und hatte zwei Söhne (Paul Jr. und André) und zwei Töchter (Sophie und Louise). Sein Sohn André ist mit France Chrétien Desmarais, der Tochter des ehemaligen kanadischen Premierministers Jean Chrétien, verheiratet. Desmarais besaß ein Anwesen in Sagard, Québec.

## Preise und Auszeichnungen (Auswahl)
- 1978: Officer des Order of Canada[2]
- 1987: Companion des Order of Canada
- 1988: Offizier des Ordre national du Québec
- 2002: Queen Elizabeth II Golden Jubilee Medal
- 2008: Großkreuz der Ehrenlegion
- Komtur des Ordens Leopolds II.